# ホンダ・CG125
CG125（シージー125）は、本田技研工業が1975年から製造販売している自動二輪車である。

## 経緯

### 構想
1970年代に入ると、東南アジアの経済発展とともに、同地向けの二輪車輸出は急拡大していったが、本田技研工業は苦戦を強いられていた。本田技研工業は理由を探るため、新たに発展途上国向け二輪車の担当に任命したエンジニアの稲垣剛史とデザイナーの宮智英之助を、タイ、マレーシア、インドネシア、フィリピン、イラン及びパキスタンへ派遣した。
そこで彼らが目にした現地の人々の自動二輪車の使用実態は、西欧や日本よりもはるかに過酷なものだった。3〜4人乗りが常態化し、子供はタンクに乗せられ、鶏や豚を積む者、リアカーを牽引する者もいた。濾紙で作られたエア・クリーナー・エレメントは詰まれば破って使われ、ドライブ・チェーンは調整代いっぱいまで伸び切っても切れるまで交換されることはなかった。    
他のメーカーが整備の容易な2ストローク・エンジン搭載車を投入するなか、本田技研工業は敢えて4ストローク・OHCエンジン搭載車を投入していたが、使用者も販売店もそれらを取り扱う知識は充分ではなく、その欠点ばかりが目立つこととなった。
現地視察から稲垣と宮智が得た結論は、実用的で耐久性がある車種、特にそれに搭載するメンテナンス・フリーのエンジンを開発することだった。

### 開発
彼らは帰国後、研究開発本部長の久米是志と共に、軽量ショートプッシュロッドのOHV直立単気筒エンジンの構想図を作成した。
OHVエンジンは耐久性の問題にうまく応えられ、軽量で短いプッシュロッドを採用すれば高性能とメンテナンス性を両立できる。また、OHCエンジンのカムチェーン室に相当する部分に、ギア駆動の吸気排気共用一山カムシャフトを配置することで、OHCエンジンとの混流生産も可能とした。
エンジンの基本構想がまとまった1974年3月、発展途上国向け専用モデルの開発に着手した。開発要件は、燃費・耐久性に優れた4ストローク・OHVエンジン、排気量は110cc、125ccの2種類、スポーティーで楽しい外観とされ、最も重視されたのが使い勝手とメンテナンス性だった。
エア・クリーナー・エレメントは、洗って再使用できる発泡ウレタン製とし、二重かつ湿式とすることで、微塵も除去しエンジンの磨耗を防いだ。ドライブ・チェーンは、より長寿命なものに改良され、エンクロージャで密閉することで異物の附着から守った。ダイヤモンド・フレームを採用し、エンジン自体を強度部材として活用することで、定員外乗車や過積載にも耐えうる剛性が確保された。
走行試験は1974年12月にタイで行われ、酷暑、過積載での走行、現地のガソリンを使ってのノッキングなど、想定されるあらゆる場面でのテストが繰り返された。

### 発売
こうして開発されたCG110及びCG125は、1975年に鈴鹿製作所で生産が開始され、同年3月にタイでの販売が始まった。前述の通り、仕向地毎の特殊な事情に十分考慮されて開発されたこともあり、発売後の評価は高く、輸出先も東南アジアのみならず中近東やアフリカにまで拡大された。1976年10月にはブラジルでも生産が始まり、飛躍的に生産量は増加していった。

### 発展

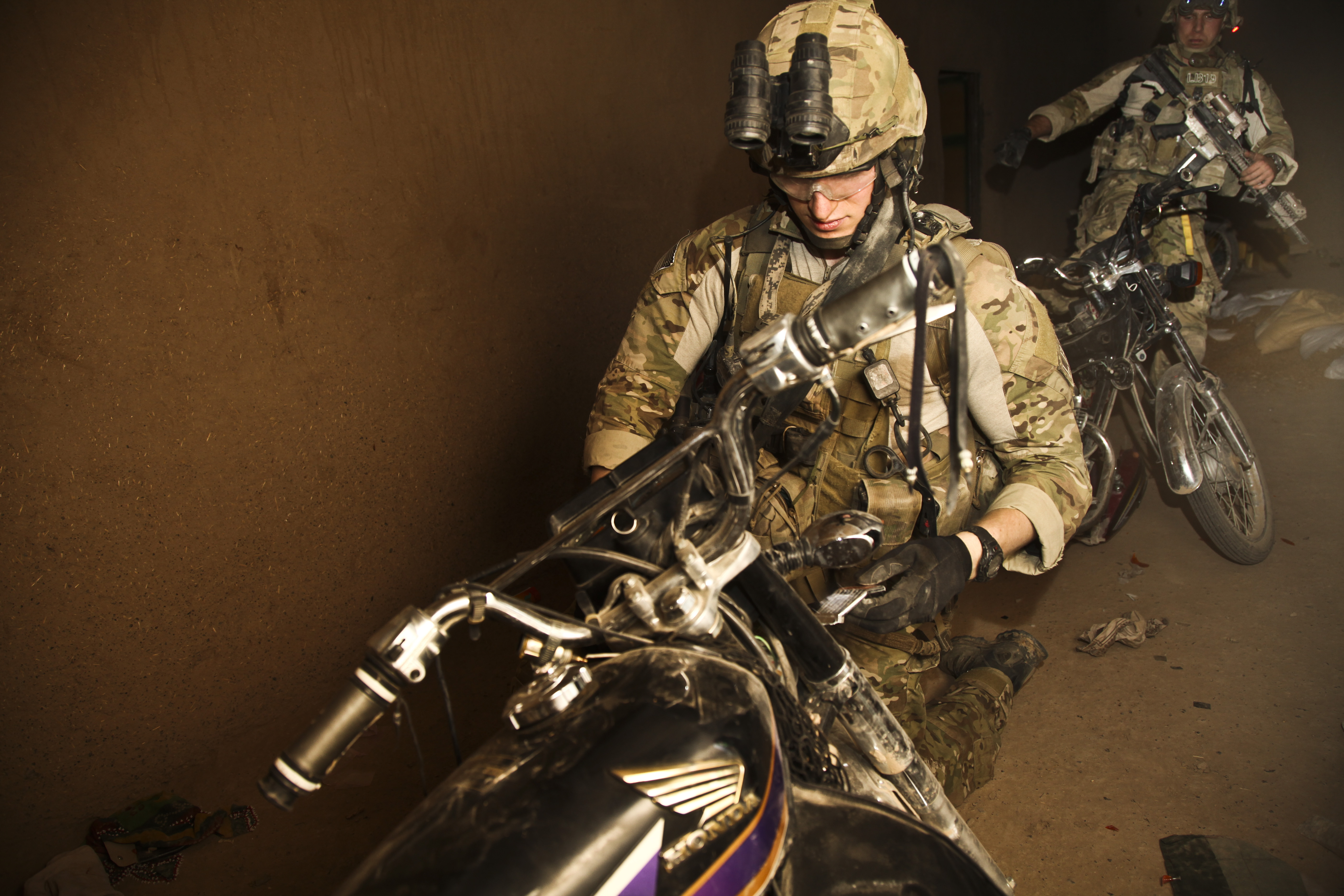
タリバンの拠点を捜索する米兵。CG125が写り込んでいる。

CG125は、特に途上国ではデファクト・スタンダードとなり、多くの国で現地生産され、多くの国へ輸出された。仕向地により改良もそれぞれ独自の発展を遂げたため、仕様は何通りにもなった。生産は今日も続けられている。意匠も含め基本設計をほとんど変えず、当初の開発要件を堅持しながら、OHVエンジンのまま電子制御点火方式や電子制御燃料噴射装置を採用し、排出ガス規制に対応している機種もある。堅牢さは高く評価され、貧困国で活動する国際連合児童基金（英:  United Nations Children's Fund・UNICEF）の供給機材に採用されているほか、アフガニスタンの武装組織タリバン（パシュトー語: طالبان）はCG125による機動攻撃部隊を編成している。

#### CG110
CG125の新発売当時、各国の規制、税制及び運転免許管理に対応し、また、市場のニーズに合わせるため、排気量を縮小したCG110も発売された。中華民国では、本田技研工業の技術提携先である光陽工業股份有限公司が、1977年（民国66年）9月から實力110の呼称で製造販売した。ナイジェリアではホンダマニュファクチュアリングナイジェリアが、2013年からOHCエンジンを搭載するCG110を製造している。ボリビアやエクアドルなど中米諸国でもOHCエンジンを搭載するCG110が販売されている。

## 日本
1975年（昭和50年）に鈴鹿製作所で製造が開始され、やがて製造は熊本製作所に移された。日本国内での製造は1998年（平成10年）に終了した。CG125は海外専用車とされ、日本国内では販売されていない。

## タイ
世界で初めてとなるCG125の販売が、タイで1975年（仏暦2513年）3月に始まった。

## インドネシア
1975年から、日本から送られたノックダウン・キットによる生産が始められ、1982年まで販売された。

## イラン

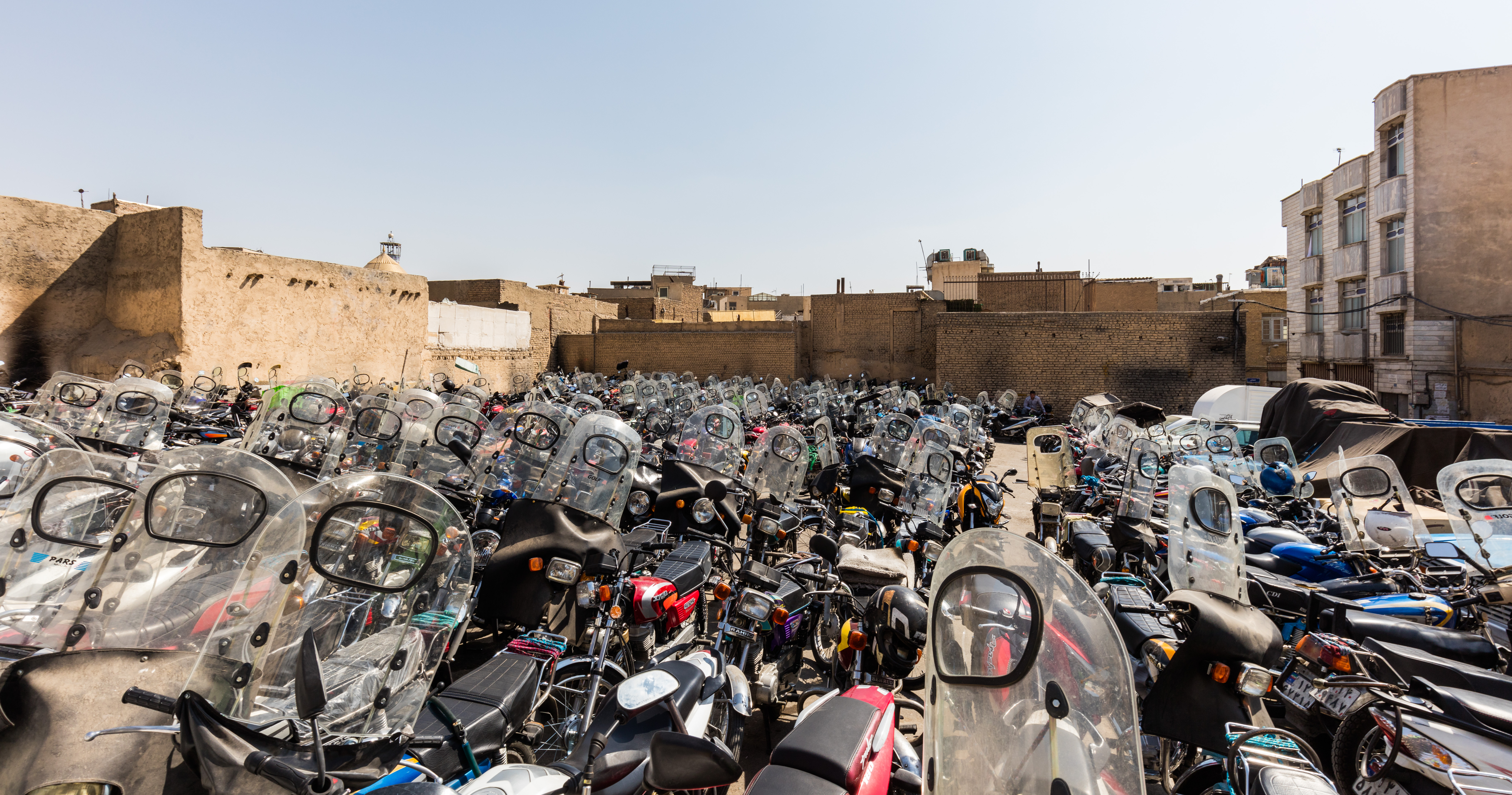
テヘランの駐輪場に居並ぶCG125の模造車。

1978年（イラン暦1357年）から販売されていた。

## パキスタン
本田技研工業と技術援助契約を結ぶAtlas Autos Limitedは、1976年にCG125を発売した。1992年には現地生産が開始され、アジア、アフリカ、中東の一部の市場にも供給している。
2006年に、5段変速機搭載の新機種CG125 Deluxeを発売し、2010年の一部改良でEU圏内統一排出ガス規制のEURO2に対応した。
2014年に、現代的な意匠の新機種CG125 Dreamを発売した。2016年1月1日に一部改良された。
2019年2月27日にセルフ式（キック式併設）始動装置、5段変速機などを搭載したCG125 Selfを追加した。
2015年9月30日に2016年型を、2016年9月26日に2017年型を、2017年9月18日に2018年型を、2019年1月8日に2019年型を、2019年10月17日に2020年型を、2019年10月17日に2020年型を、2020年10月12日に2021年型を、2021年10月11日に2022年型を、2022年9月15日に2023年型を発表した。

## ブラジル
ブラジルでは1976年11月4日からCG125の製造を始めた。本田技研工業は、自動二輪車製造合弁会社としてモトホンダ・ダ・アマゾニア・リミターダ（西: Moto Honda da Amazônia Ltda..）を設立し、アマゾナス州マナウスに工場を建設した。その新工場で最初に製造されたのがCG125であった。新発売にあたり、キャンペーンにブラジルの国民的英雄でサッカー選手のペレを起用した効果もあり、その後数年間にわたり同国の自動二輪車市場で、CG125が７割を占めた。
CG125には九つの世代があり、1983年からが第二世代、1989年からが第三世代、1994年からが第四世代、2000年からが第五世代、2004年からが第六世代、2009年からが第七世代、2013年からが第八世代、2015年からが第九世代である。
第一世代では、1981年に市販自動二輪車として世界で初めてエタノール混合燃料に対応する機種を発売した。第二世代では、1983年に電装が12Vに換装され、1985年に5段変速機を採用する機種が発売された。第三世代では、1991年にエンジンの大改良が施され、キャパシター・ディスチャージド・イグニッション（英: Capacitor discharge ignition・CDI）を採用する機種も発売された。第四世代はCG125 Titanとして発売され、セルフ式始動装置やディスク式前輪制動装置を搭載する機種も登場した。2000年から再開された欧州への輸出には、この世代が用いられた。2004年に発売されたCG150 Titanは第六世代に含められるが、OHCエンジンを搭載するなど全く別の車種である。第七世代でCG125もOHCエンジンに換装され、第一世代から見つめると、ほぼ別の車種となった。第九世代途中の2016年に電子制御燃料噴射装置（PGM-FI）を採用するも、2018年12月21日にはCG125の製造ラインは閉鎖され、販売終了が発表された。累計販売台数は700万台に達している。

## 中華人民共和国

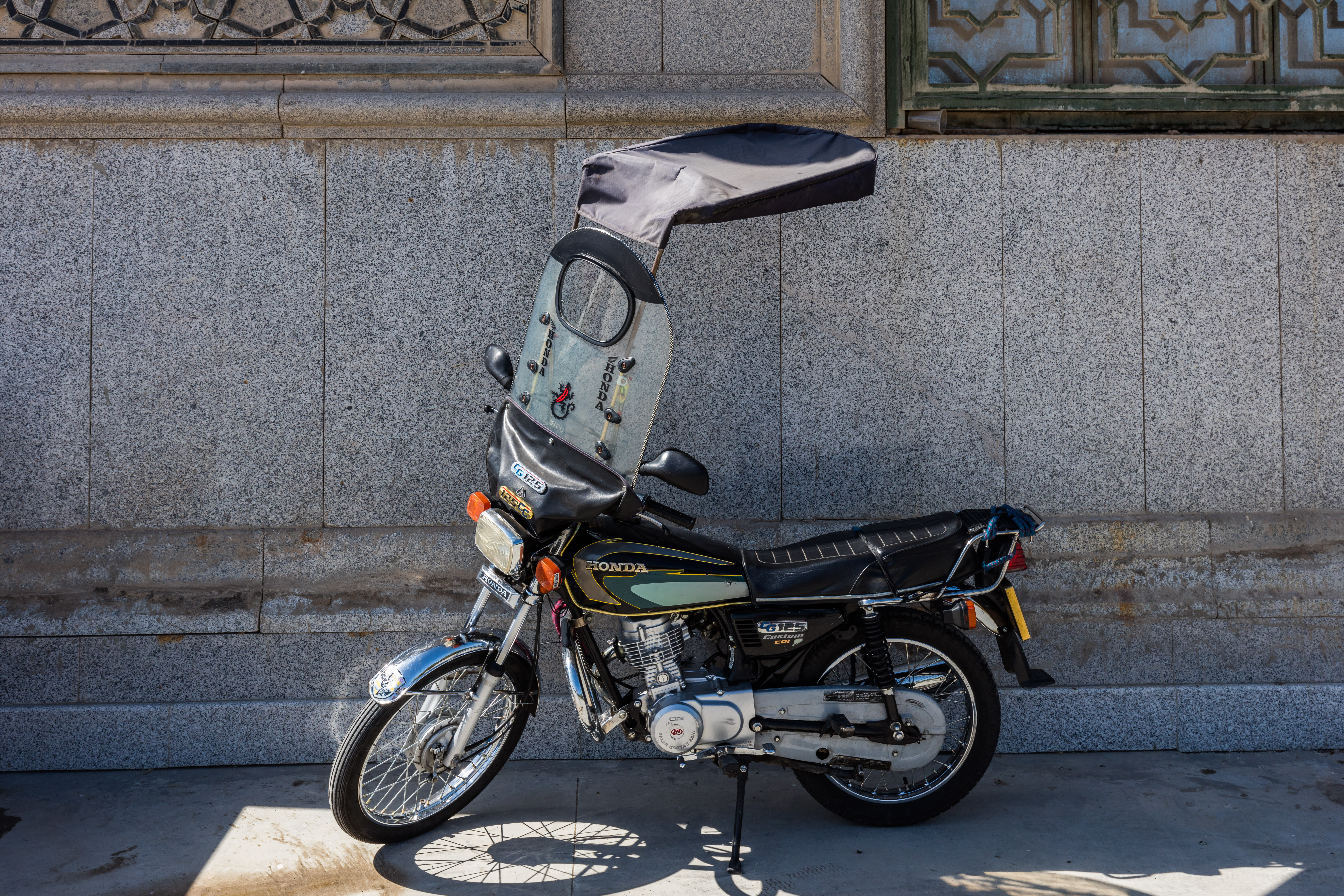
テヘランで撮影された模造車。クランクケース・カバーに、商標訴訟で敗訴した力帆のロゴが見える。

上海易初摩托車有限公司（中: 上海易初摩托车有限公司）は、タイで実績があるCG125について本田技研工業と技術提携を行い、1985年から製造を始めた。CG125の販売は好評だったが、このことが多くの模造車を産むことにもなる。
市場には幾百ものメーカーによるCG125の模造車で溢れ、その最大手の海南新大洲摩托車股份有限公司だけでも、CG125の模造車生産は年60万台にも及んだ。本田技研工業は、その海南新大洲摩托車股份有限公司との合併会社を設立するなどし、模造車メーカーに対抗した。
本田技研工業は、1975年の発売以来CG125には七つの世代があるとし、五羊-本田摩托（広州）有限公司（中: 五羊-本田摩托（广州）有限公司）が、1990年代に新発売したものを第四世代、2002年に発売したものを第五世代、2008年に発売した摩托車汚染物排放限値及測量方法（中国第三階段）（中: 摩托车污染物排放限值及测量方法（中国第三阶段））対応車（WH125-3）を第六世代、2019年に発売した電子制御燃料噴射装置を搭載する摩托車汚染物排放限値及測量方法（中国第四階段）（中: 摩托车污染物排放限值及测量方法（中国第四阶段））対応車（WH125-19A）を第七世代としている。
一時、OHCエンジンを搭載した五羊-本田摩托（広州）有限公司の劲CG（WH125-10）及び新大洲本田摩托有限公司のCG125（SDH125-7D及びSDH125-7E）を販売したが、市場の支持は得られなかった。
ペルーやチリなどラテン・アメリカ諸国に輸出もしている。
2022年3月に五羊-本田摩托（広州）有限公司は、発売30周年を記念し、CG125 Special（WH125-19B）を発売した。1972年のCB100K1の北米仕様の塗色を模している。

## メキシコ

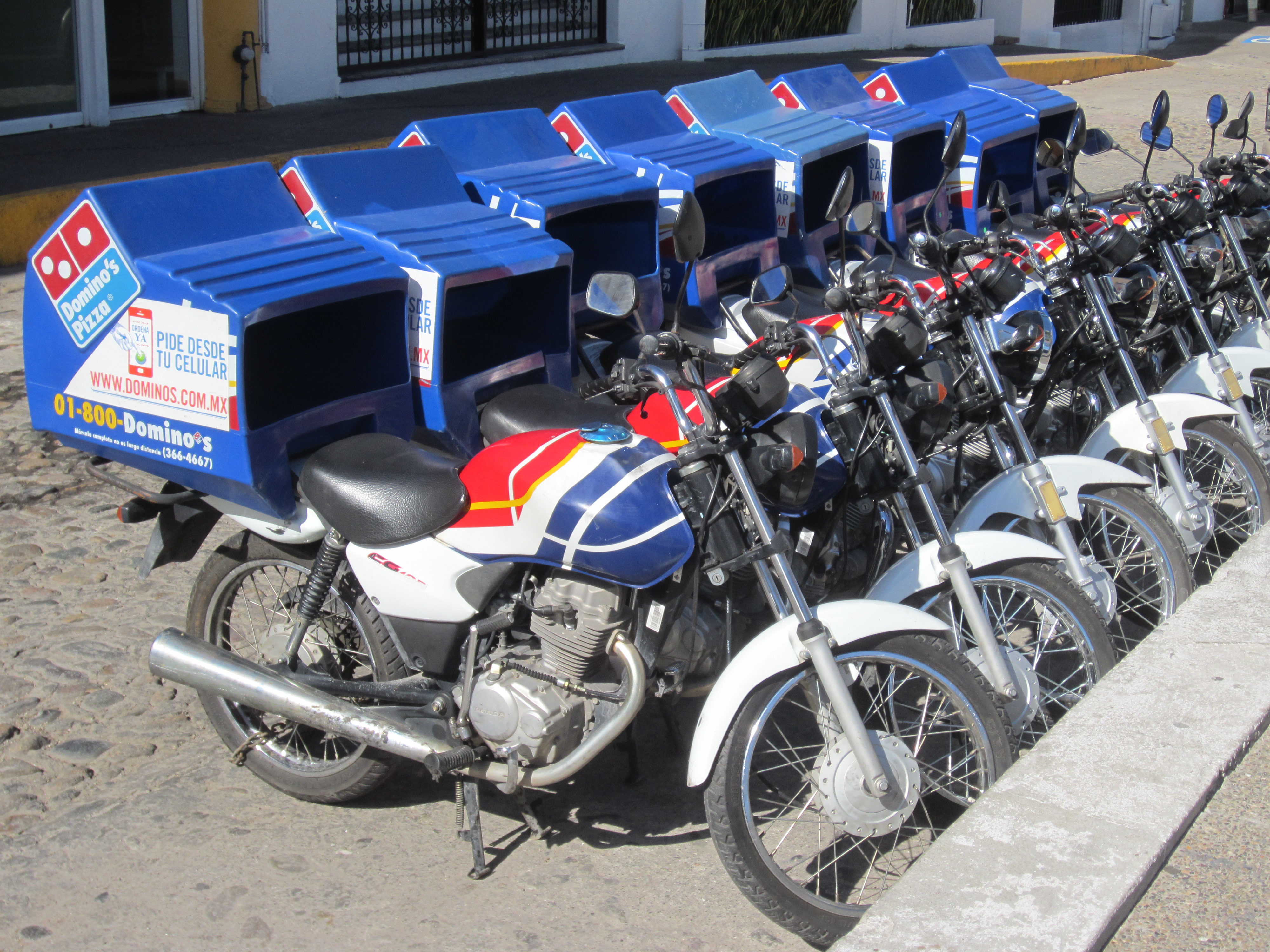
プエルト・バジャルタ でピザの配達に用いられるCG125 CARGO。

ブラジルの第五世代相当のCG125の車体に5段変速機を標準搭載し、セルフ式（キック式併設）始動装置も装備したCGL125 TOOL、加えてディスク式前輪制動装置も装備したCGR125 INVICTA及び複座に代えて単座と荷台を装着したCG125 CARGOが販売された。CGL125 TOOLは、2010年にOHVエンジンのまま独自の改良が加えられ、現在（2022年9月）も製造が続いている。

## ナイジェリア
メキシコのCGL125 TOOLと同仕様の、CGL125を製造販売している。

## 韓国
1980年に、本田技研工業から技術供与を受けていた起亜技研工業株式会社（朝: 기아기연공업주식회사）が、ディスク式前輪制動装置を装備したCG125を発売した。

## 中華民国
本田技研工業と技術提携する光陽工業股份有限公司は、1980年（民国69年）に鐵人の呼称で発売した。

## トルコ
合弁会社であるホンダ・アナドール・モトシクレット（土: Honda Anadolu Motosiklet Üretim ve Pazarlama A.Ş.）が、ブラジルの第四世代相当のCG125 Titanを1996年から2002年まで製造販売し、EU諸国にも輸出された。2000年には、ブラジルからセルフ式始動装置やディスク式前輪制動装置を搭載するブラジル製第五世代の機種が輸入され、商品群を補完しsた。2002年の現地生産撤退に伴う製造終了後は、ブラジルからドラム式前輪制動装置を搭載するブラジル製第五世代の機種をCGL125として輸入販売した。

## 英国

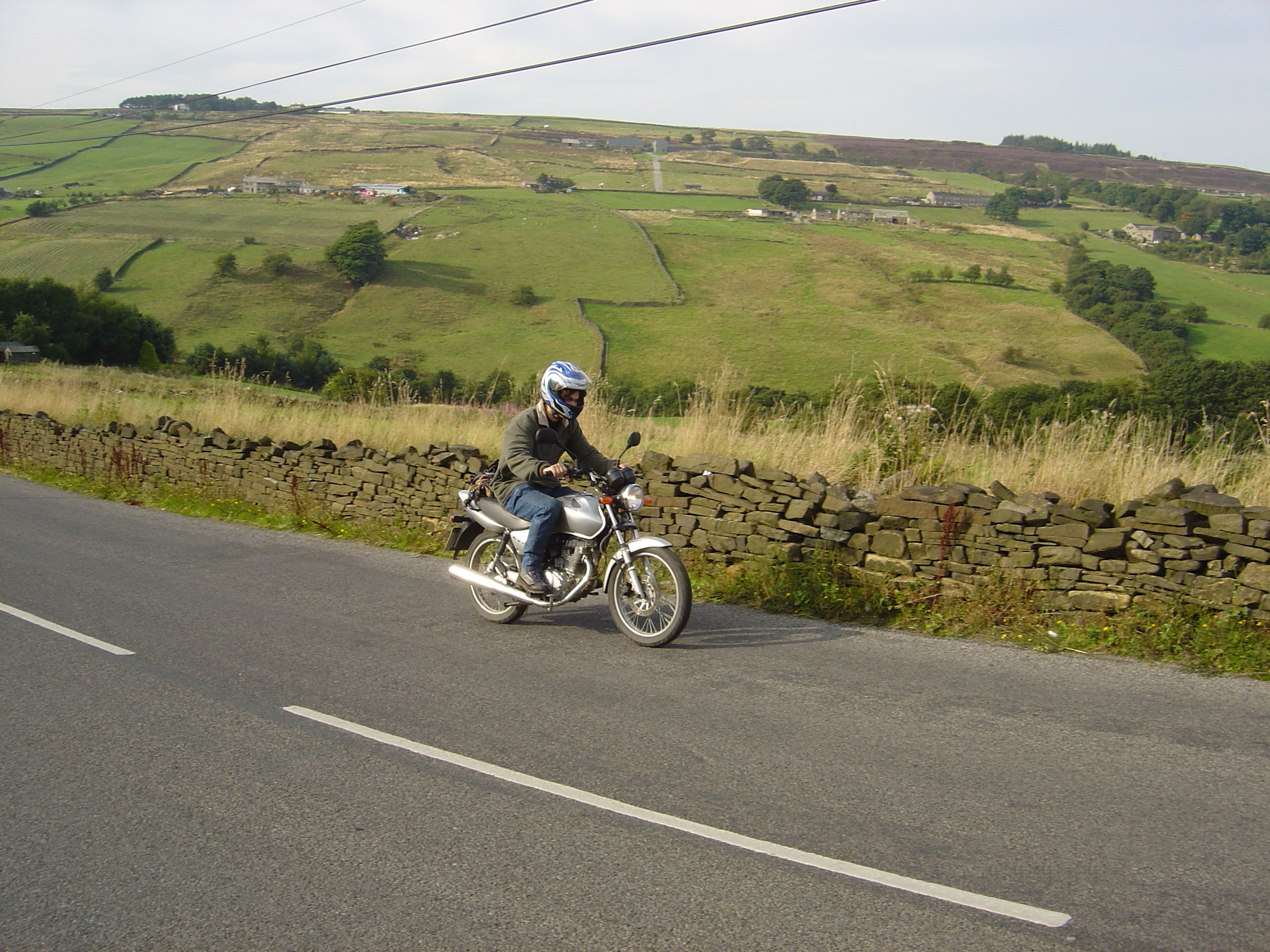
ヨークシャーの田園を走るCG125。

英国には、1976年6月から日本製が輸入された。1978年5月にはCG125K1に、1981年3月にはCG125Bに、1982年3月にはCG125Cに、1984年11月にはCG125Eに更新された。1985年4月からは輸入先国がブラジルに代わり、電装が12Vのブラジル製第二世代（CG125BR-E）に切り替えられた。その後、1985年型（CG125BR-F）、1988年型（CG125BR-J）、1989年型（CG125BR-K）、1995年型（CG125BR-S）及び1996年型（CG125BR-T）と更新された。1997年に輸入先がトルコに代わり、ブラジル製第四世代相当のCG125Wとなった。2004年に輸入先が再びブラジルとなり、セルフ式始動装置やディスク式前輪制動装置を搭載するブラジル製第五世代（CG125ES4）が輸入された。

## フランス
フランス郵政公社（仏: La Poste）は、ブラジル製のCG125BR-J及びCG125BR-Kを採用してい、単座と荷台が装着されている。

## アルゼンチン
ブラジルの第六世代に当たるCG125 Fanが販売されていた。

## 脚註

### 註釈
1. ↑  日本国外務省はアフガニスタンの武装組織「طالبان」を「タリバン」と邦訳している[19]
2. ↑  本田技研工業はナイジェリアにおける二輪車生産販売子会社である「Honda Manufacturing (Nigeria) Ltd.」を「ホンダマニュファクチュアリングナイジェリア」と邦訳している[26][27]。
3. ↑  本田技研工業はパキスタンにおける二輪車生産・販売合弁会社「Atlas Honda Ltd.」を「アトラスホンダ・リミテッド」と邦訳している[36]。
4. ↑  Atlas Autos Limitedは、1990年に本田技研工業らと合弁しアトラスホンダ・リミテッド（英: Atlas Honda Ltd.）[注 3]となった[37]。
5. ↑  本田技研工業はブラジルにおける自動二輪車製造販売子会社である「Moto Honda da Amazônia Ltda.」を「モトホンダ・ダ・アマゾニア・リミターダ」と邦訳している[54]。
6. ↑  上海易初摩托車有限公司（中: 上海易初摩托车有限公司）は、上海汽车工业总公司とタイの華人系財閥チャルーン・ポーカパン・グループ（泰: เครือเจริญโภคภัณฑ์）によって1984年に設立した合弁企業である[73]。
7. 1 2  新大洲本田摩托有限公司は、2001年に本田技研工業と海南新大洲摩托車股份有限公司とで設立した自動二輪車を製造販売する合弁会社である[75]。
8. ↑  五羊-本田摩托（広州）有限公司（中: 五羊-本田摩托（广州）有限公司）は、1992年に本田技研工業と広州汽車集団股份有限公司（中: 广州汽车集团股份有限公司）とで設立した、自動二輪車を製造販売する合弁会社である[76]。
9. ↑  日本国外務省はメキシコ合衆国のリゾート都市「Puerto Vallarta」を「プエルト・バジャルタ」と邦訳している[87]。
10. ↑  本田技研工業はトルコにおける自動二輪車製造販売合弁会社であった「Honda Anadolu Motosiklet Üretim ve Pazarlama A.Ş.」を「ホンダ・アナドール・モトシクレット」と邦訳している[99]。
11. ↑  本田技研工業はフィリピンにおける自動二輪車生産・販売現地法人である「Honda Philippines Inc.」を「ホンダフィリピンズ・インコーポレーテッド」と邦訳している[110]。
12. ↑  本田技研工業はペルーにおける現地法人「Honda del Perù S.A.」を「ホンダ・デル・ペルー・エス・エー」と邦訳している[111]。ホンダ・デル・ペルー・エス・エーは本田技研工業が全額出資する法人である[111]。
13. ↑  本田技研工業はペルーにおける二輪車生産子会社「Honda Selva del Perù S.A.」を「ホンダ・セルバ・デル・ペルー・エス・エー」と邦訳している[111]。ホンダ・セルバ・デル・ペルー・エス・エーは、本田技研工業のペルーにおける全額出資の現地法人ホンダ・デル・ペルー・エス・エー（西: Honda del Perù S.A.・HDP）[注 12]が全額出資する法人である[111]。